# David Stockdale
David Adam Stockdale (født 20. september 1985) er en engelsk målmand, der spiller for Birmingham City og har tidligere repræsenteret bl.a. York City og Darlington.

## Klubkarriere

### York City
Stockdale startede karrieren ud i York City og fik sin debut i det engelske ligasystem i den sidste kamp af sæsonen 2002/03. I løbet af sin York-karriere havde den unge målmand lejemål i Wakefield & Emley og Worksop Town og blev løst fra sin kontrakt efter sæsonen 2005/06 på grund af uoverensstemmelser med manager Billy McEwan.

### Darlington
Efter at have imponeret på prøve i Darlington skrev Stockdale i august, 2006 kontrakt med klubben. I løbet af 2007/08 sæsonen lykkedes det Stockdale at fravriste målmandsposten fra det hidtidige førstevalg Andy Oakes og forblev førstekeeper resten af sin tid i Darlington.

### Fulham
In sommerpausen, 2008 tog Darlington mod et bud fra Premier League klubben Fulham F.C., og Stockdale blev officielt præsenteret som ny Cottagers-spiller den 4. juni samme år på en to-årig kontrakt. I sine første år i Fulham var Stockdale udlejet til Rotherham United, Leicester City og Plymouth Argyle, men det lykkedes dog keeperen at få sin Fulham-debut den 13. september, 2009 i en 2-1 sejr over Everton F.C..
Stockdale forlængede sin kontrakt i december 2009 og er nu at finde på Craven Cottage til sommeren 2013.  I førstemålmand Mark Schwarzers fravær i starten af 2010/11 sæsonen imponerede Stockdale i den første måned indtil en skade satte et stop for den gode stime. Målmanden kunne dog glæde sig over, at Fulhams fans kårede ham til "Månedens Spiller" for august måned. 
Stockdale blev i februar, 2011, udtaget til det engelske landshold for første gang i sin karriere.